# 有働薫
有働 薫（うどう かおる、1939年 - ）は、日本の詩人、フランス語翻訳家。

## 略歴
東京府（現杉並区）生まれ。1961年早稲田大学文学部仏文科卒。1970年代に白水社『仏和理工学辞典』第三版編纂に参加。八木幹夫、辻征夫、井川博年らと小沢信男を中心とする余白句会に参加。『幻影の足』で2010年度現代詩花椿賞受賞。詩作のほかフランス詩の翻訳もする。

## 著書
- 『冬の集積』1987年 詩学社
- 『ウラン体操 有働薫詩集』ふらんす堂  新しく夢みる詩人叢書　1994
- 『雪柳さん―有働薫詩集』ふらんす堂 2001
- 『SuryaスーリヤSurya』思潮社 2002
- 『幻影の足』思潮社 2010
- 『モーツァルトになっちゃった』思潮社 2014

### 編纂
- 『詩人のラブレター』編 ふらんす堂 2012

### 翻訳
- ジャン‐ミッシェル・モルポワ『夢みる詩人の手のひらのなかで』著 ふらんす堂 1992
- レジーヌ・ドゥタンベル『閉ざされた庭』東京創元社 1998
- ジャン‐ミッシェル・モルポワ『青の物語』思潮社 1999
- 『エモンド―ジャン‐ミッシェル・モルポワ詩集』ふらんす堂 2003
- マルク・コベール『骨の列島』洪水企画 , 草場書房(発売) 2013